# Porque el amor manda
Porque el amor manda (lit. Porque o Amor Manda) é uma telenovela mexicana produzida por Juan Osorio para a Televisa e exibida pelo Canal de Las Estrellas entre 8 de outubro de 2012 e 16 de junho de 2013, substituindo Por ella soy Eva e sendo substituída por Libre para amarte. 
A trama é uma adaptação da telenovela colombiana El secretario, produzida em 2011.
A Trama é protagonizada por Fernando Colunga e Blanca Soto. Com atuações estrelares de María Elisa Camargo, Alejandro Ávila, Ninel Conde, Violeta Isfel, Kika Edgar e Ricardo Fastlicht, com os primeiros atores Carmen Salinas, Antonio Medellín e Norma Lazareno e antagonizada por Claudia Álvarez, Erick Elías, Beatriz Morayra e Mark Jindrak.
Foi reprisada pelo seu canal original entre 7 de janeiro a 16 de maio de 2019, em 95 capítulos, substituindo Navidad sin fin e sendo substituída por La gata, ás 14h30.

## Enredo
Jesús García vive em Chicago estudando e trabalhando depois de ter sido vítima de uma fraude que o arruinou seis anos antes. Um dia, ele descobre através de seu colega de quarto, que tem uma filha chamada Valentina com sua ex-namorada Verónica, que nasceu depois dele ter se mudado para os Estados Unidos.
Por isso, ele decide retornar para Monterrey (Nuevo León), sua terra natal, por meio de um agressor que o conhece quando o atropela enquanto entregava pizzas. O delinquente concorda em ajudar com a condição de que Jesus leve uma mala para um orfanato. Jesús aceita as condições sem saber que existem mais de dez mil dólares na mala, então o abordam no aeroporto de Matamoros. Após o interrogatório, os guardas o deixam de liberdade condicional, mas com antecedentes criminais.
Chegando em Monterrey para conhecer sua filha, Verónica lhe adverte para poder estar perto dela deve ter um emprego e uma vida decente. Então Jesús procura um emprego na cidade. Os antecedentes criminais são impedimentos para Jesús, mas quando chega a AVON para uma entrevista de emprego se encontra com a licenciada Alma Montemayor, subdiretora regional da empresa, que a salva de um acidente.
Depois de vários problemas, Jesús é contratado como secretário, que a princípio não gosta disso, mas depois se conforma com o trabalho. Jesús no entanto, tem que lidar com as provocações de seus colegas de classe, seu chefe, o Sr. Fernando Rivadeneira e, acima de tudo, o diretor regional da AVON: Rogelio Rivadeneira, irmão de Fernando. Ainda assim, Jesús vai viver experiências inesquecíveis e vários eventos cômicos com Alma, e tudo o que vai acontecer será porque o amor manda.

## Elenco
- Fernando Colunga - Jesús García
- Blanca Soto - Alma Montemayor Mejía
- Claudia Álvarez - Verónica Hierro
- Erick Elías - Rogelio Rivadeneira
- Jorge Aravena - Elías Franco
- Carmen Salinas - Luisa "Chatita" Herrera
- María Elisa Camargo - Patricia Zorrilla
- Julissa - Susana Arriaga
- Alejandro Ávila - Fernando Rivadeneira
- Kika Edgar - Xóchitl Martínez
- Ninel Conde - Discua Paz de la Soledad
- Violeta Isfel - Maricela Pérez-Castellanos
- Darío Ripoll - Oliverio Cárdenas
- Beatriz Morayra - Martha Ferrer y Marcia Ferrer
- Rubén Cerda - Gilberto Godínez
- Ricardo Fastlicht - Ricardo Bautista
- Ricardo Margaleff - Julio Pand
- María José Mariscal - Valentina Franco Hierro / Valentina García Hierro
- Jeimy Osorio - Jéssica Reyes
- Antonio Medellín - Don Pánfilo Pérez
- Ricardo Kleinbaum - Malvino Guerra
- Sussan Taunton - Agente Delia Torres
- Juan Ignacio Aranda - Máximo Valtierra
- Raúl Buenfil - Lic. Cantú
- Marco Corleone - Ury Petrovsky
- Luis Couturier - Sebastián Montemayor
- Yhoana Marell - Minerva
- Mago Rodal - Domitila
- Eugenio Cobo - Padre Domingo
- Paulina Vega - Nancy
- Emmanuel Lira - Melchor
- Mario Discua - Gaspar
- Andrea Torre - Aída Bianchi
- Adriana Laffan - Begoña
- Julio Arroyo - Remigio
- Rafael del Villar - Eugenio
- Luis Bayardo - Hernán
- Alejandra Robles Gil - Alejandra
- Ivonne Soto - Ivonne
- Daniela Amaya - Romina
- Thelma Tixou - Genoveva
- Laura Denisse - Laura
- David Ostrosky - Lic. Astudillo
- Mercedes Vaughan - Bárbara Martínez
- Nuria Bages - Teté Corcuera
- Helena Guerrero - Lic. Vivían
- María José - Lic. María José
- Marilyz León - Raimunda "Ray"
- Michelle López - Renato
- Thaily Amezcua - Virginia "Viggie"
- Elizabeth Guindi - Valeria
- Ilithya Manzanilla - Lic. Cynthia Cabello
- Paul Stanley - Melquiades Quijano
- Claudia Silva - Augusta Constante
- Humberto Elizondo - Augusto Constante
- Gerardo Albarrán - Nick Donovan
- Pepe Olivares - Saturnino
- Paola Archer - Jueza Gisela
- Norma Lazareno - Tracy Rodríguez
- Eduardo Carbajal - Dr. Isalas
- Kelchie Arizmendi - Doutora Muñiz
- Emilio Osorio - Quico Cárdenas
- Marco Méndez - Diego Armando Manríquez
- Arath de la Torre - Francisco "Pancho" López Fernández
- Mayrín Villanueva - Rebeca Rebe Treviño Garza de López
- Marco Uriel - Enrique Suárez
- Alicia Machado - Candelaria "Candy" López Fernández

## Audiência
Estreou com uma média de 25.8 (26)
pontos. Ao longo dos meses, conseguiu manter esse número. Sua menor audiência é 15.7 (16) pontos, alcançada em 31 de dezembro de 2012, véspera de ano novo. Já sua maior audiência é de 31 pontos, alcançada em 16 de janeiro de 2013. Seu último capítulo, com duração de duas horas, teve média de 25.4 (25) pontos. Teve média geral de 26 pontos.

## Prêmios e Nomeações

### Prêmios TVyNovelas 2014[6]
| Categoria                 | Nomeado                        | Resultado |
| ------------------------- | ------------------------------ | --------- |
| Melhor telenovela         | Juan Osorio                    | Indicado  |
| Melhor atriz protagonista | Blanca Soto                    | Indicado  |
| Melhor atriz antagonista  | Claudia Álvarez                | Indicado  |
| Melhor ator antagonista   | Erick Elías                    | Indicado  |
| Melhor atriz co-estrelar  | Kika Edgar                     | Indicado  |
| Melhor ator co-estrelar   | Alejandro Ávila                | Indicado  |
| Melhor tema musical       | "El amor manda" por María José | Indicado  |
| Melhor direção de cena    | Jorge Fons                     | Indicado  |

### Prêmios People em Espanhol 2013
| Categoria           | Nomeado                        | Resultado |
| ------------------- | ------------------------------ | --------- |
| Melhor telenovela   | Juan Osorio                    | Venceu    |
| Melhor atriz        | Blanca Soto                    | Venceu    |
| Melhor vilã         | Claudia Álvarez                | Indicado  |
| Melhor vilão        | Erick Elías                    | Indicado  |
| Melhor novo talento | Jeimy Osorio                   | Indicado  |
| Melhor casal        | Blanca Soto e Fernando Colunga | Venceu    |

### Premios Juventud
| Categoria                   | Nomeado                   | Resultado |
| --------------------------- | ------------------------- | --------- |
| Chica que me quita el sueño | Blanca Soto               | Venceu    |
| ¡Esta buenísimo!            | Fernando Colunga          | Indicado  |
| Melhor tema                 | América Sierra e 3BallMTY | Indicado  |